# Santa María de las Hoyas
Santa María de las Hoyas ist eine kleine nordspanische Gemeinde (municipio) mit 113 Einwohnern (Stand: 2024) im Westen der Provinz Soria in der Autonomen Region Kastilien-León. Die Gemeinde gehört zur bevölkerungsarmen Serranía Celtibérica. Neben dem Hauptort Santa María de las Hoyas besteht die Gemeinde aus der Ortschaft Muñecas.

## Lage und Klima
Die Gemeinde Santa María de las Hoyas liegt in ca. 1070 m knapp 68 km (Fahrtstrecke) westlich von Soria. Das Klima ist gemäßigt bis warm; Regen (ca. 542 mm/Jahr) fällt überwiegend im Winterhalbjahr.

## Bevölkerungsentwicklung
| Jahr      | 1970 | 1981 | 1991 | 2001 | 2011 | 2021 |
| Einwohner | 285  | 255  | 211  | 196  | 140  | 87   |

## Sehenswürdigkeiten
- Marienkirche in Santa María de las Hoyas
- Peterskirche in Muñecas
- Christuskapelle

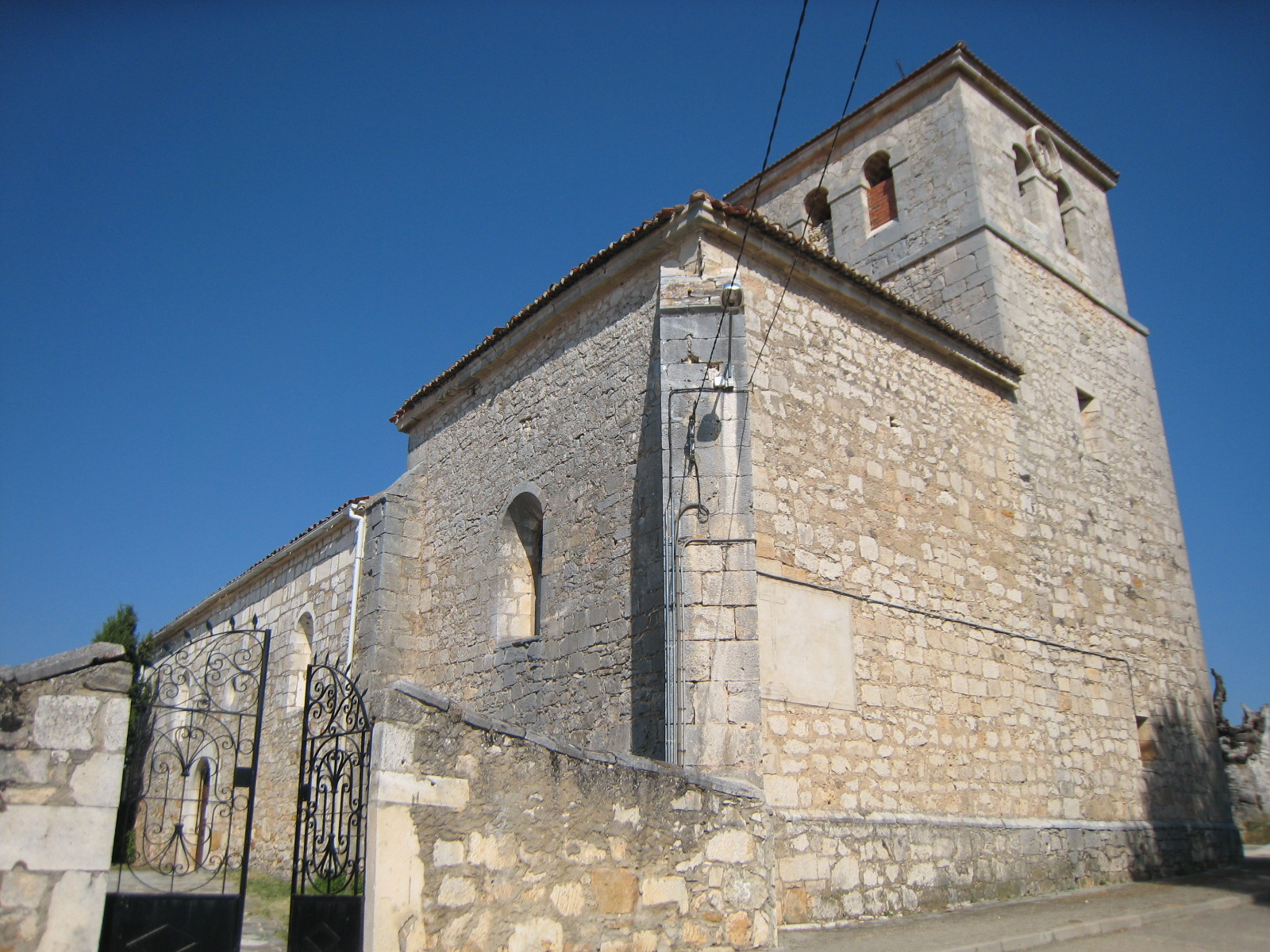
Marienkirche
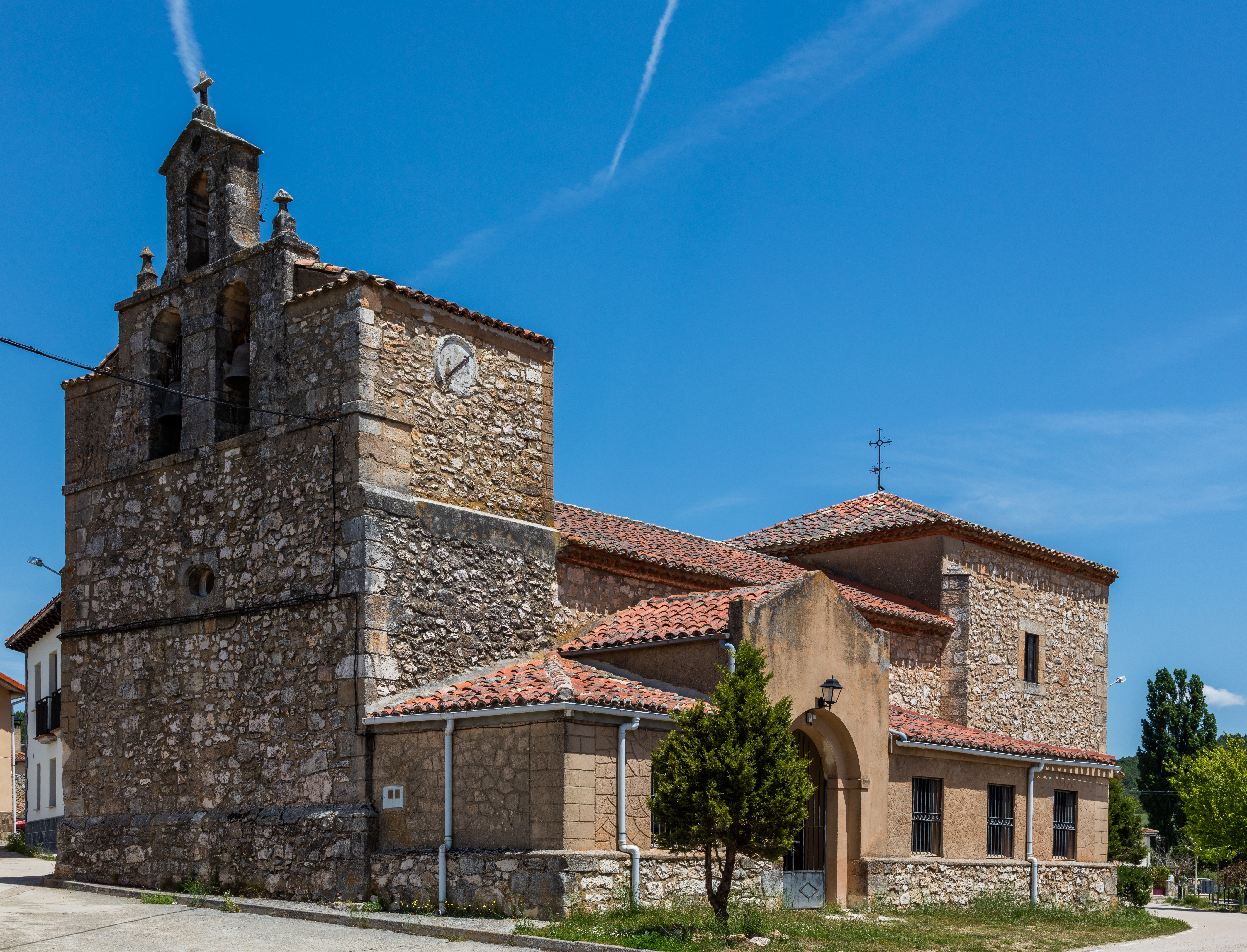
Peterskirche
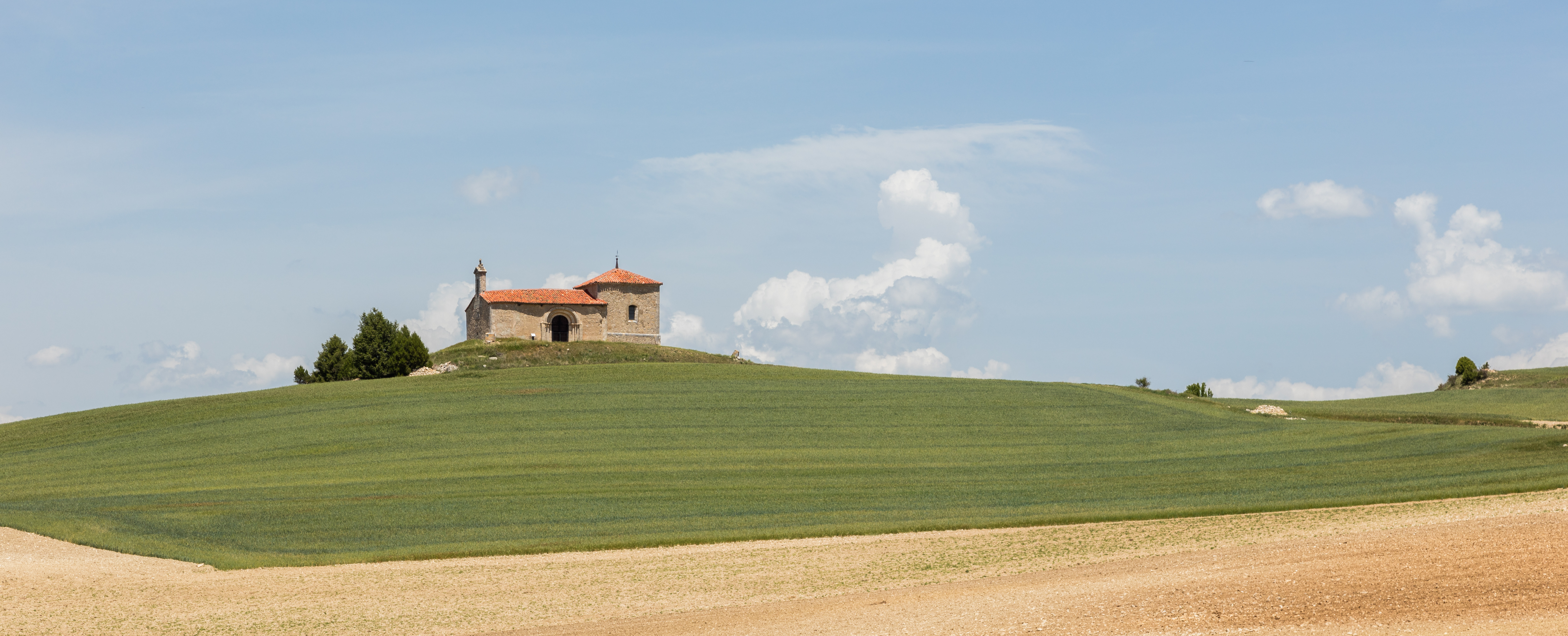
Christuskapelle